# أولد نيفي
أولد نيفي هي شركة أمريكية لبيع الملابس والأكسسوارات مملوكة من قبل شركة جاب.